# Романчук Олександр Богданович
Олександр Богданович Романчук (нар. 16 грудня 1999, Коломия, Івано-Франківська область, Україна) — український футболіст, центральний захисник «Кривбасу».

## Клубна кар'єра
Вихованець ДЮСШ «Прикарпаття» (Івано-Франківськ), у футболці якої виступав з 2013 по 2016 рік. Напередодні старту сезону 2016/17 років перейшов до «Львова», який виступав в аматорському чемпіонаті України (17 матчів). За першу команду львів'ян на професіональному рівні дебютував 9 липня 2017 року в переможному (2:0) домашньому поєдинку 1-го попереднього раунду кубку України проти кременчуцького «Кременя». Олександр вийшов на поле на 60-й хвилині, замінивши Сергія Кисленка. У Другій лізі України дебютував 15 липня 2017 року в переможному (4:3) домашньому поєдинку 1-го туру групи А проти чернівецької «Буковини». Романчук вийшов на поле в стартовому складі, на 36-й хвилині отримав жовту картку, а на 56-й хвилині його замінив Євген Кравців. У сезоні 2017/18 років зіграв 27 матчів у Другій лізі та 4 поєдинки у кубку України.
У липні 2018 року відправився на перегляд до «Динамо», за результатами якого підписав контракт зі столичним клубом. У сезоні 2018/19 років зіграв 18 матчів за київський клуб у молодіжному чемпіонаті України. Наприкінці серпня 2020 року залишив «Динамо» й відправився в оренду до «Львова». У футболці клубу з однойменного міста дебютував у Прем'єр-лізі 12 вересня 2020 року в програному (0:4) виїзному поєдинку 2-го туру проти ковалівського «Колосу». Олександр вийшов на поле на 73-й хвилині, замінивши Мікеля Айнсалу.

## Кар'єра в збірній
У футболці молодіжної збірної України дебютував 21 березня 2019 року в нічийному (0:0) виїзному товариському матчі проти Естонії. Романчук вийшов на поле на 66-й хвилині, замінивши Владислава Бабогло